# Vera Vasil'eva

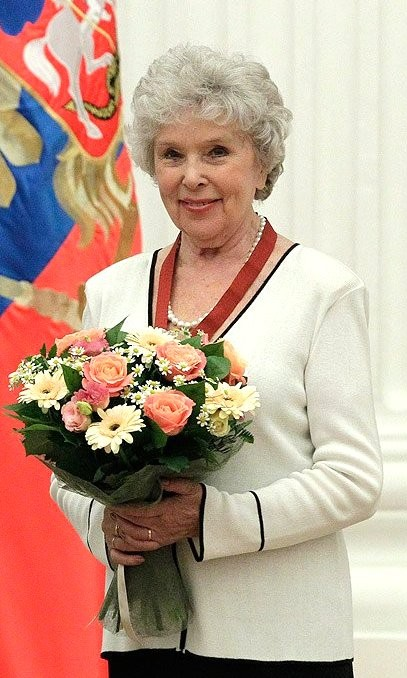
Vera Vasil'eva

Vera Vasil'eva (Mosca, 30 settembre 1925 – Mosca, 9 agosto 2023) è stata un'attrice sovietica.

## Filmografia parziale

### Attrice
- Svad'ba s pridanym (1953)
- Čuk i Gek (1953)
- Oni vstretilis' v puti (1957)

## Premi
- Artista onorato della RSFSR
- Artista popolare della RSFSR
- Artista del popolo dell'Unione Sovietica
- Premio Stalin
- Ordine al merito per la Patria
- Ordine d'Onore
- Ordine dell'Amicizia
- Ordine della Bandiera rossa del lavoro